# Ptychamalia venipunctata
Ptychamalia venipunctata là một loài bướm đêm trong họ Geometridae.